# Lindernia manilaliana
Lindernia manilaliana é uma espécie botânica do gênero Lindernia pertencente à família Linderniaceae.